# Rochetaillée
Rochetaillée település Franciaországban, Haute-Marne megyében. Lakosainak száma 156 fő (2022. január 1.). Rochetaillée Auberive, Bay-sur-Aube, Saint-Loup-sur-Aujon, Vauxbons, Vitry-en-Montagne és Voisines községekkel határos.

## Népesség
A település népessége az elmúlt években az alábbi módon változott:
| Lakosok száma | 90   | 171  | 154  | 149  | 159  | 163  | 167  | 168  | 166  | 156  |
|               | 1968 | 1982 | 1990 | 2006 | 2013 | 2015 | 2017 | 2019 | 2020 | 2022 |